# Празник (филм из 1967)
Празник је југословенски играни филм из 1967. године. Режирао га је Ђорђе Кадијевић, који је заједно са Александром Петковићем написао сценарио. Припада остварењима црног таласа.

## Радња
Радња се дешава за вријеме Другог свјетског рата и говори о дилеми како сачувати народ усред њемачке окупације и идеолошких подјела. У српском селу на Бадњи дан 1943, капетан ЈВуО одлази у град на прославу, а команду препушта свом замјенику нареднику Катићу. Нијемци обарају амерички авион, а четници прихватају двојицу оборених пилота. Читаво село вјерује да су амерички савезници послали делегацију. Ускоро у село у пратњи долази Недићев мајор који тражи кола и изручење америчких пилота. Пошто наредник Катић одбија изручење пилота, а сељаци одбијају да дају кола, Недићев мајор убија сеоског старјешину Николу. Ово изазива гњев четника који стрељају мајора и хапсе његова два војника. Катић у страху да ће ухапсити пилоте, наређује да скину пилотске униформе. Пошто у селу нико не говори енглески, четници вјерују да су савезници њима послали делегацију, док пилоти мисле да су међу партизанима. Из предострожности, четници затварају пилоте, који током ноћи бјеже из села. Идућег дана на Божић, Катић одлучује да заробљене недићевце преобуче у америчке униформе и ликвидира. Видјевши шта ће се десити, окупља се читаво село, а газда Стево моли да не кољу заробљене недићевце. Убрзо након што су недићевци ликвидирани, у село долази капетан Стојадиновић са Нијемцима, који су у међувремену заробили праве пилоте. У свом рапорту капетану, наредник извјештава о томе како су амерички пилоти страдали приликом покушаја бјекства. Нијемци напуштају село, а капетан који је схватио да то нису пилоти, пред читавим селом доводи у питање наредникову одлуку о ликвидацији заробљених недићеваца. Пред огорченим селом које тражи да се пред њих изведе наредник Катић, капетан држи говор о томе како су непотребно страдала четири човјека: „Ја сам данас хтео да вам честитам празник. Да га заједно проведемо, да заиграмо, запевамо, а ево шта се догодило, зло и наопако. Од јуче у селу падоше четири човека, црн нам празник освануо. На празник паде крв.“

## Улоге
| Глумац                   | Улога                         |
| ------------------------ | ----------------------------- |
| Јован Јанићијевић Бурдуш | Наредник Катић                |
| Анка Зупанц              | Синђелија                     |
| Душан Јанићијевић        | Манола                        |
| Велимир Бата Живојиновић | Мајор                         |
| Јанез Врховец            | Капетан Стојадиновић          |
| Растко Тадић             | Четник Милоје                 |
| Заим Музаферија          | Старешина села Никола         |
| Драгомир Фелба           | Газда Стево                   |
| Предраг Милинковић       | Коњушар                       |
| Растислав Јовић          | Мајорев војник који мучи коња |
| Љубомир Ћипранић         | Четник на стражи              |
| Милош Кандић             | Сељак                         |
| Томанија Ђуричко         | Николина жена                 |
| Душан Вујисић            | Дује                          |
| Ален Даф                 | Амерички пилот 1              |
| Гетчев Тедес             | Амерички пилот 2              |
| Војислав Говедарица      |                               |
| Петар Обрадовић          |                               |
| Бранко Петковић          |                               |
| Драгослав Џаџовић        |                               |
| Душан Бајчетић           |                               |
| Милисав Савић            |                               |
| Војкан Павловић          |                               |
| Јован Вуковић            |                               |

## Културно добро
Југословенска кинотека је, у складу са својим овлашћењима на основу Закона о културним добрима, 28. децембра 2016. године прогласила сто српских играних филмова (1911–1999) за културно добро од великог значаја. На тој листи се налази и филм Празник.

## Напомена
- Музичка нумера која се провлачи кроз читав филм је српска народна пјесма „На Ускрс сам се родила”.